# The Unforgettable Fire
The Unforgettable Fire (Español: El Fuego Inolvidable) es el cuarto álbum de estudio de U2, y el quinto en su carrera musical. Fue editado en 1984 y grabado en el Slane Castle y los estudios Windmill Lane de Dublín.
Es uno de los discos más emblemáticos de la banda y se engloba dentro de los más clásicos de su discografía, pues significa una nueva reinvención en su sonoridad, aunque no comparable a la que sufrió en 1991.
Se caracteriza por un desapego a la actitud punk del disco anterior, War, para sumirse en una experimentación de atmósferas sonoras, a partir de guitarras y sintetizadores, aportados en gran medida, por el productor Brian Eno.
Entre la temática del disco, se trata el tema de las drogas ("Bad", "Wire"), las bombas atómicas ("A Sort Of Homecoming"), y canciones dedicadas a Martin Luther King ("Pride (In the Name of Love)", "MLK").
Al año siguiente sale a la venta The Unforgettable Fire Collection, video recopilatorio que recoge los dos clips promocionales de "Pride (In The Name Of Love)" y la canción "The Unforgettable Fire", más videos en vivo de "A Sort Of Homecoming" y "Bad" (incluidas en Wide Awake in America), y un documental sobre la grabación del álbum.
La banda realizó la gira titulada Unforgettable Fire Tour con el fin de promocionar este álbum.
Además, el álbum "The Unforgettable Fire" llegó al puesto 12 en la lista de Billboard en Estados Unidos.

## Antecedentes
U2 temía que después del rock abierto de su álbum de 1983 War and the War Tour, estuvieran en peligro de convertirse en otra "banda estridente" de "arena-rock". Después de un espectáculo en el hipódromo Phoenix Park de Dublín en agosto de 1983, una de las fechas finales del War Tour, el vocalista principal Bono habló en metáforas sobre la ruptura y la reforma de la banda con una dirección diferente. En el décimo número de la revista U2, lanzado en febrero de 1984, Bono insinuó cambios radicales en el próximo álbum diciendo que no podía "dormir por la noche con el pensamiento de todo" y que estaban "emprendiendo una verdadera partida". Como recuerda el bajista Adam Clayton: "Estábamos buscando algo que fuera un poco más serio, más artístico".
A finales de 1983, después de completar el War Tour con espectáculos en Japón, U2 ensayó en la casa costera de Bono en una torre Martello en Bray, Condado de Wicklow. Durante este tiempo, las canciones "Pride (In the Name of Love)", "The Unforgettable Fire", y "A Sort of Homecoming" se compusieron inicialmente.
U2 había grabado sus primeros tres álbumes en Windmill Lane Studios, pero decidió buscar una nueva ubicación para su próximo álbum de estudio. Clayton lamentaba la falta de una sala en vivo en Windmill Lane en la que la banda pudiera tocar junta, mientras que el gerente de la banda, Paul McGuinness, dijo que el estudio apenas tenía espacio suficiente para que la gente trabajara. McGuinness se propuso encontrar una nueva ubicación y se le ocurrió Church Hall en Ranelagh, pero lo encontró demasiado caro. El director de la gira de la banda, Dennis Sheehan, también buscó lugares adecuados y encontró el Slane Castle en el Condado de Meath. El propietario del edificio, Lord Henry Mountcharles, ofreció arrendarlo al grupo por menos de la mitad del costo de Church Hall, y también ofreció alojamiento y alimentar a la banda y la tripulación del restaurante en el lugar. El salón de baile gótico del castillo, que fue construido originalmente para música y tenía un techo abovedado de 30 pies de altura, también atrajo a la banda, ya que buscaban capturar la acústica natural de una habitación en sus grabaciones.
La banda había grabado sus primeros tres álbumes de estudio con el productor Steve Lillywhite, y en lugar de crear el "hijo de War", buscaron la experimentación. Tanto Lillywhite como el grupo acordaron que era hora de un cambio de productores y que no deberían "repetir la misma fórmula". Para su próximo álbum de estudio, la banda consideró contratar a Conny Plank, cuyos créditos de producción anteriores incluyeron Can, Kraftwerk y Ultravox. U2 también se reunió con el productor de Roxy Music, Rhett Davies, pero Clayton dijo que "realmente no fue a ninguna parte". También consideraron a Jimmy Iovine, que había producido su álbum en vivo Under a Blood Red Sky el año anterior, pero encontraron que sus primeras ideas musicales para el nuevo álbum eran demasiado "europeas" para un productor estadounidense. Iovine pensó que estaba en línea para el trabajo y llegó al punto de celebrar una reunión sobre grabación de logística en Slane Castle con su ingeniero Shelly Yakus y el ingeniero Randy Ezratty, cuyo estudio de grabación móvil U2 usaría una vez más. Sin embargo, en el último minuto, McGuinness informó a Ezratty que iban a proceder con diferentes productores.
En cambio, U2 había centrado su atención en contratar al músico / productor Brian Eno. El guitarrista The Edge había admirado durante mucho tiempo la música de Eno, particularmente su ambiente y sus "obras raras". El grupo también apreciaba sus colaboraciones con Talking Heads. Sin embargo, Eno dudaba en trabajar con una banda de rock y cuando U2 lo contactó, les dijo que estaba considerando retirarse de la producción musical para convertirse en un artista de video. De mala gana, Eno acordó reunirse con la banda en Dublín y trajo a su ingeniero Daniel Lanois con la intención de recomendar que trabajara con ellos; Lanois tenía sus propias ambiciones de producir una banda de rock. Cuando la banda tocó Under a Blood Red Sky para Eno, sus ojos "se pusieron vidriosos". The Edge dijo de él: "Creo que estaba intimidado por la falta de ironía en lo que estábamos haciendo. Venía de Talking Heads, la Escuela de Diseño de Rhode Island, que vivía en Nueva York, y aquí estaba esta banda irlandesa golpeando todo lleno, completamente serio, corazones en las mangas, ninguna ironía en absoluto ". Eno también pensó que el grupo estaba "asustado de ser abrumado por alguna suavidad". Sin embargo, sus dudas anteriores fueron resueltas por el poder de persuasión de Bono y su creciente percepción de lo que llamó "el alma lírica de U2 en abundancia". Estaba impresionado por cómo hablaban, que no era en términos de música o música, sino en términos de sus contribuciones a la "identidad de la banda en su conjunto". La discusión de la banda sobre la búsqueda de diferentes técnicas de grabación y la captura del ambiente de un espacio de grabación también despertó su interés. Finalmente, Eno y Lanois acordaron producir el disco con el entendimiento de que si la relación de trabajo de Eno con U2 no fuera fructífera, todavía tendrían un productor sólido en Lanois en el que podrían recurrir.
El jefe de Island Records, Chris Blackwell, inicialmente trató de disuadir a U2 de contratar a Eno, creyendo que justo cuando estaban a punto de alcanzar los más altos niveles de éxito, Eno "los enterraría bajo una capa de tonterías de vanguardia". Nick Stewart, también de Island Records, pensó que la banda estaba "loca". Blackwell le indicó que disuadiera a U2 de trabajar con Eno; Stewart recordó que Blackwell le dijo: "Será mejor que arregles tu banda porque van en una dirección muy extraña". Stewart no pudo cambiar de opinión, lo que llevó a Blackwell a volar a Dublín para reunirse con el grupo. Finalmente, quedó convencido por la persuasión de Bono y el entusiasmo de la banda por la colaboración. Stewart dijo que, en retrospectiva, la decisión del grupo de estirarse y encontrar una dimensión adicional se convirtió en el "punto de inflexión en su carrera". Se instaló una sala de control improvisada en el salón del castillo.

## Grabación y producción.

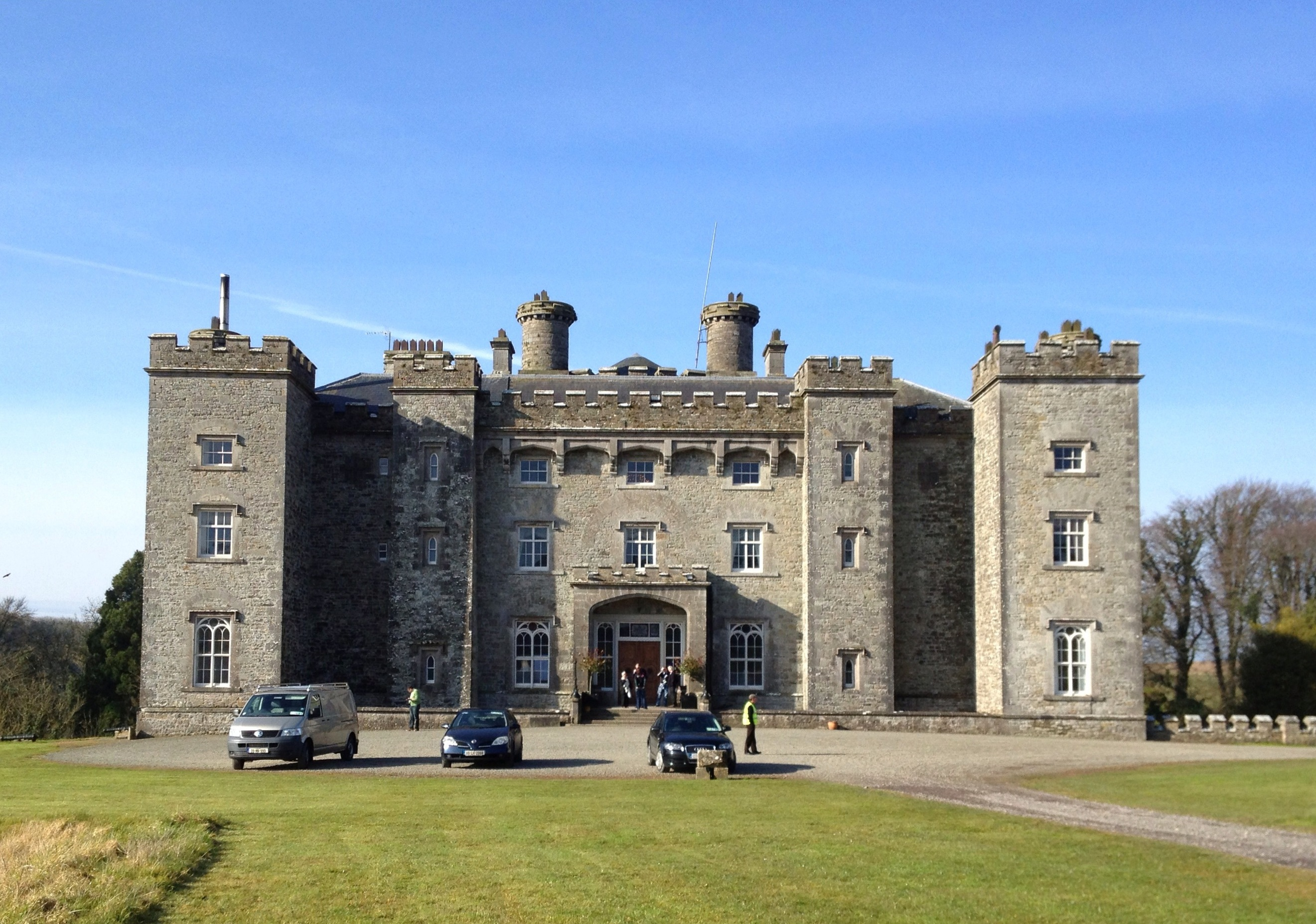
Front of Slane Castle, County Meath, Ireland in 2013

La banda llegó al Castillo Slane el 7 de mayo de 1984 para una sesión de grabación de un mes de duración. La compañía de Ezratty, Effanel Music, que grabó los conciertos de U2 en Boston y en el Anfiteatro Red Rocks el año anterior, fue contratada para proporcionar su entonces único sistema portátil de grabación de 24 pistas. Lanois describió el equipo, que venía en cajas de vuelo con tapas extraíbles, como una "consola de mezcla Sound Workshop muy modificada con una grabadora de cinta Stevens [sic]". Dijo que no era el "sistema técnico definitivo" sino que la prioridad era capturar el sentimiento de la música de la banda. El equipo de Ezratty se instaló en la biblioteca del castillo, apodada la Sala China, con cables que corrían hacia el salón de baile adyacente donde tocaba la banda. La banda y el equipo vivieron en el castillo durante las sesiones, ayudando a fomentar una camaradería entre ellos. El sitio proporcionó una atmósfera relajada y experimental.
U2 trabajó largos días en el castillo, a veces comenzando a las 10 a. m. y terminando a la 1 a. m. Eno, que trabajó en un "horario más ejecutivo" que otros miembros del equipo creativo, se centró en ideas creativas y aspectos conceptuales, mientras que Lanois se encargó de las tareas de producción. En palabras de Bill Graham, la tarea de Eno era "ayudar a [U2] a madurar un vocabulario musical nuevo, más experimental y europeo". Eno se alegró de que el grupo comenzara las sesiones con solo bocetos de canciones, ya que estaba más interesado en alentar la experimentación y la improvisación que en refinar sus ideas. Con ese fin, a menudo creaba composiciones atmosféricas en un sintetizador que tenían la intención de inspirar a U2 y Lanois a tocar junto con él. Bono y The Edge, a quien el cantante describió como los miembros "más cerebrales" de la banda, se sintieron particularmente atraídos por las ideas de Eno. Los experimentos de la banda produjeron 15 piezas musicales adicionales. he Edge dijo que "no se opusieron a que [Eno] se tomara libertades con lo que [habían] logrado hasta ese momento", y agregó: "Estábamos ansiosos por aprender y no teníamos ningún valor sobre nuestro sonido o la forma en que trabajamos "Nos lanzamos de todo corazón a este enfoque diferente". Según The Edge, los puntos de referencia de Eno eran la filosofía y el arte contemporáneo, y no estaba obligado a las escuelas de pensamiento estándar en la música rock. El productor alentó a U2 a trabajar en su material más poco convencional, "defendiendo [las canciones que no parecían muy U2-ish o cosas que tenían un comienzo fuerte pero que no tenían un destino claro". Como resultado, no se interesó mucho en canciones como "Pride (In the Name of Love)" o "The Unforgettable Fire". Sin embargo, Lanois "lo cubriría" de tal manera que los dos se equilibraran entre sí.
Dado que el grupo había estado interesado principalmente en trabajar con Eno, Lanois fue visto inicialmente como un "intruso", lo que causó tensión al comienzo de las sesiones, según Ezratty. Sin embargo, una vez que la banda se dio cuenta de su talento musical, lo abrazaron como compañero colaborador. Como compositor y multiinstrumentista, Lanois entendió la notación musical y pudo simplificar el proceso de composición para ellos. El baterista Larry Mullen Jr. en particular disfrutó trabajar con Lanois, ya que el productor se interesó en la sección de ritmo de la banda, que Mullen sintió que se había descuidado en sus grabaciones pasadas. Mullen se llamó a sí mismo "no técnicamente competente" y apreció que Lanois pasara tiempo para desarrollar sus habilidades y alentar diferentes enfoques para tocar la batería. El productor convenció a Mullen para que utilizara timbales y dos tipos de cajas de batería (una de ellas es una caja de flautín) en su batería, y explicó cómo usar pinceles y tom-toms en varias partes de la batería. La tripulación también experimentó con micrófonos distantes de su batería, colocando micrófonos a una distancia de hasta 60 pies. Mullen evitó usar audífonos mientras jugaba y en su lugar usó altavoces de monitor, lo que causó problemas de audio con otros micrófonos en el espacio de grabación.

## Composición
Un álbum mucho más atmosférico que el album anterior War, The Unforgettable Fire fue en ese momento el cambio de dirección más dramático de la banda. Tiene un sonido rico y orquestado y fue el primer álbum de U2 con un sonido coherente.  Bajo la dirección de Lanois, la batería de Larry se volvió más suelta, más funky y más sutil, y el bajo de Adam se volvió más subliminal, de modo que la sección de ritmo ya no se entrometía, sino que fluía en apoyo de las canciones.
La canción de apertura, "A Sort of Homecoming" muestra inmediatamente el cambio en el sonido de U2. Como gran parte del álbum, el contundente sonido de tambor marcial de War se reemplaza con un shuffle polirrítmico más sutil, y la guitarra ya no es tan prominente en la mezcla. Típico del álbum, la canción "The Unforgettable Fire", con un arreglo de cuerdas de Noel Kelehan, tiene un sonido rico y sinfónico construido a partir de la guitarra ambiental y el ritmo de conducción, junto con un "boceto" lírico que es un "cuaderno de viaje emocional" con una "sincera sensación de anhelo". La banda cita una exposición itinerante de arte japonés del mismo nombre como inspiración para la canción y el título del álbum. La exposición, a la que asistió la banda en Chicago, conmemoraba a las víctimas del bombardeo de Hiroshima. Sin embargo, la letra abierta, que Bono dice "no te dice nada", no hace referencia directa a la guerra nuclear. Más bien, la letra trata sobre viajar a Tokio.   
Las letras del álbum están abiertas a muchas interpretaciones, que junto con sus sonidos atmosféricos, proporcionan lo que la banda a menudo llamó una "sensación muy visual". Bono se había sumergido recientemente en la ficción, la filosofía y la poesía, y se dio cuenta de que su misión de escribir canciones, que hasta ese momento había sido reacia en su nombre, era poética. Bono sintió que canciones como "Bad" y "Pride (In the Name of Love)" se dejaron como "bocetos" incompletos,  y dijo que "The Unforgettable Fire era un disco maravillosamente desenfocado, borroso como una pintura impresionista, muy diferente a una valla publicitaria o un eslogan publicitario ".   
La melodía y los acordes de "Orgullo (en nombre del amor)" surgieron originalmente de una prueba de sonido de la gira de guerra de 1983 en Hawái. Originalmente, la canción tenía la intención de ser sobre el orgullo de Ronald Reagan por el poder militar de Estados Unidos, pero Bono fue influenciado por el libro de Stephen B. Oates sobre Martin Luther King Jr. titulado Let The Trumpet Sound: A Life of Martin Luther King Jr. y una biografía de Malcolm X para reflexionar sobre los diferentes lados de las campañas de derechos civiles, la violencia y los no violentos. Bono revisaría la letra para rendir homenaje a King. "Orgullo" pasó por muchos cambios y regrabaciones, como se capturó en un documental incluido en el video de The Unforgettable Fire Collection. "Pride" es la canción más convencional del álbum: Tony Fletcher de Jamming. La revista dijo en ese momento que era la canción más comercial que U2 había escrito, y fue elegida como el primer sencillo del álbum.    
En "Wire" Bono trató de transmitir su ambivalencia a las drogas. Es una canción de ritmo rápido construida sobre un ritmo de batería funk ligero. La canción muestra la influencia de Talking Heads, con quienes Eno había trabajado. Gran parte de la canción fue improvisada por Bono al micrófono.    
El ambiente instrumental "4 de julio" se produjo casi por completo a través de un momento de inspiración de Eno.Al final de una sesión de estudio, Eno escuchó a Clayton improvisar una simple figura de bajo y la grabó "ad hoc" mientras se tocaba. Se unió a The Edge, improvisando algunas ideas de guitarra sobre el bajo de Clayton; ninguno sabía que estaban siendo grabados. Eno agregó algunos tratamientos y luego transfirió la pieza directamente a la cinta maestra de dos pistas, y esa fue la canción terminada, sin posibilidad de sobregrabaciones.    
Bono trató de describir la prisa y luego bajó del uso de heroína en la canción "Bad".     
"Elvis Presley and America" es una improvisación, basada en una pista de acompañamiento ralentizada de "A Sort of Homecoming", que lleva el énfasis del álbum en la sensación de claridad en su extremo más alejado. Otra canción, "Indian Summer Sky", fue un comentario social sobre la atmósfera carcelaria de la ciudad, en lugar de vivir en un mundo de fuerzas naturales.    
El escaso y onírico "MLK" fue escrito como una elegía para King.

## Lanzamiento y promoción
The Unforgettable Fire fue lanzado el 1 de octubre de 1984. El álbum tomó su nombre y gran parte de su inspiración de una exposición itinerante japonesa de pinturas y dibujos en el Museo de la Paz en Chicago realizada por sobrevivientes de las bombas atómicas en Hiroshima y Nagasaki, Japón . La banda pasó unos días conduciendo por Irlanda con el fotógrafo Anton Corbijn buscando posibles ubicaciones. El castillo representado en la portada es el Castillo de Moydrum. A la banda le gustó la ambigüedad de la imagen y el misticismo irlandés que vieron en ella. La fotografía, sin embargo, era una copia virtual de una imagen en la portada de un libro de 1980 In Ruins: The Once Great Houses of Ireland de Simon Marsden. Se tomó del mismo lugar y se utilizó la misma técnica de filtro solarizado, pero con la adición de los cuatro miembros de la banda. Por esta infracción de derechos de autor, la banda tuvo que pagar una suma desconocida al fotógrafo. 
"Pride (In the Name of Love)" fue lanzado como el sencillo principal del álbum en septiembre de 1984, y fue en ese momento el mayor éxito de la banda. Se rompió el Top 5 del Reino Unido y el Top 40 de los EE. UU. Y, en última instancia, se convertiría en la canción más tocada del grupo en conciertos.
"The Unforgettable Fire" was released as the second single in April 1985. The song became the band's third Top 10 hit in the UK, reaching number six on the UK Singles Chart and number 8 on the Dutch singles chart, but did not perform as well in the U.S.

## Recepción de la crítica
Tras su lanzamiento, las revisiones fueron generalmente favorables. Paul Du Noyer de NME elogió el álbum y el nuevo equipo de producción de Eno-Lanois. La revisión decía: "La vieja unidad de roca de cuatro cuadrados ha sido deconstruida. En su lugar hay un paisaje sonoro panorámico, múltiples texturas, cambios sutiles en el énfasis". Tony Fletcher de Jamming! dijo que no era "un álbum lleno de éxitos. Sin embargo es una colección contundente de ideas y temas atmosféricos, olvidables al principio pero extrañamente inquietantes y pronto implantados con firmeza". Fletcher agregó que la producción de Eno eliminó parte del "heavy metal" de U2 y reemplazó "la emoción como la fuerza impulsora". Hot Press elogió la llegada del productor Brian Eno como "un movimiento audaz". El crítico Liam Mackey dijo que el álbum era "rico y gratificante".
En Melody Maker, Adam Sweeting dijo: "El Inolvidable Fuego es el otro lado de la moneda de la Guerra. Donde este último se abrió con el demoledor tambor paramilitar de 'Sunday Bloody Sunday', ... Fire se lanza en el largo brillo de 'A Sort Of Homecoming ', cuya letra de tipo místico adorna la romántica manga marrón y dorada. El hecho es que si traes tu concepción establecida de U2 a este disco, te decepcionará ". Kurt Loder estaba más crítico en Rolling Stone: "U2 parpadea y casi se desvanece, su fuego golpeado por una estrategia de producción mal concebida e interludios ocasionales de autocomplacencia empapada y sin canciones. Este no es un álbum" malo ", pero tampoco es la belleza irrefutable de la banda. los fanáticos anticiparon ". El crítico de Village Voice, Robert Christgau, sintió que la moralización y el" idealismo romántico salvaje "de Bono demostraron ser descuidados, específicamente en" Orgullo "y" Elvis Presley y América ", pero concluyó que esas cualidades funcionan lo suficientemente bien para él durante el resto del álbum "para hacer un los escépticos creen temporalmente en los milagros ". A finales de 1984, fue votado como el 29º mejor registro del año en el Pazz & Jop, una encuesta anual de críticos estadounidenses publicada en The Village Voice.
Retrospectivamente, Bill Graham de Hot Press escribió en 1996 que The Unforgettable Fire fue el álbum más importante de U2 y que fue "su mayoría de edad lo que les salvó la vida como una unidad creativa". Niall Stokes, también de Hot Press, dijo que "una o dos pistas estaban poco cocidas" debido a la fecha límite pero que era el "primer álbum del grupo con un sonido cohesivo" en el que "U2 renacieron". Por el contrario, también se incluyó en el libro de 1991 The Worst Rock and Roll Records of All Time. En 2009, al revisar la edición de lujo del álbum, Will Hermes de Rolling Stone lo calificó como un "conjunto de transición, acertar o fallar", pero señaló: "Cuando las cosas hacen clic, se cierra la arena de lucha contra el poder de [War] rock con el fetichismo de la textura de ... The Joshua Tree ". Ryan Dombal de Pitchfork elogió a The Unforgettable Fire como" un álbum de transición de la más alta magnitud "que" sube y baja a lo largo del espectro entre el puntiagudo post-punk U2 de la vieja e impresionista, U2 asistida por Eno que anhelaban convertirse ".

## The Unforgettable Fire Tour y Live Aid
Artículo principal: The Unforgettable Fire Tour
Para apoyar el álbum, la banda se embarcó en una gira mundial de conciertos, el Unforgettable Fire Tour, que vio cómo los espectáculos de U2 se trasladaban a arenas cubiertas en los Estados Unidos. La gira, que consta de seis etapas y 112 espectáculos, comenzó en Nueva Zelanda en agosto de 1984, donde la traducción de las elaboradas y complejas texturas de las nuevas pistas grabadas en estudio a la presentación en vivo resultó ser un gran desafío. Una solución fueron los secuenciadores programados, que la banda había sido reacia a usar previamente. Los secuenciadores se usaron de manera prominente en canciones como "The Unforgettable Fire" y "Bad"; Los secuenciadores ahora se utilizan en la mayoría de las canciones de U2 en actuaciones en vivo. Las canciones criticadas como "inacabadas", "difusas" y "desenfocadas" en el álbum tenían más sentido en el escenario. La revista Rolling Stone, por ejemplo, crítica de la versión del álbum "Bad", describió su actuación en vivo como un "show stopper".
U2 participó en el concierto benéfico Live Aid en el estadio de Wembley para el alivio de la hambruna etíope en julio de 1985. La actuación de U2 fue una de las más memorables del programa; Durante una presentación de 12 minutos de la canción "Bad", Bono saltó del escenario para abrazarse y bailar con un fanático. La duración de la interpretación de la canción acortó su conjunto por una canción. Inicialmente pensando que lo habían "arruinado", fue, de hecho, un momento decisivo para la banda, mostrando a una audiencia televisiva de millones la conexión personal que Bono podía hacer con el público. Todos los álbumes anteriores de U2 volvieron a las listas en el Reino Unido después de su actuación. En 1985, la revista Rolling Stone llamó a U2 la "Banda de los 80", diciendo que "para un número creciente de fanáticos del rock and roll, U2 se ha convertido en la banda que más importa, tal vez incluso la única banda que importa".

## Lista de canciones
Todas las canciones escritas y compuestas por U2, con letras de Bono. 
| N.º   | Título                        | Duración |  |
| 1.    | «A Sort of Homecoming»        | 5:28     |  |
| 2.    | «Pride (In the Name of Love)» | 3:48     |  |
| 3.    | «Wire»                        | 4:19     |  |
| 4.    | «The Unforgettable Fire»      | 4:55     |  |
| 5.    | «Promenade»                   | 2:35     |  |
| 6.    | «4th of July»                 | 2:12     |  |
| 7.    | «Bad»                         | 6:09     |  |
| 8.    | «Indian Summer Sky»           | 4:17     |  |
| 9.    | «Elvis Presley and America»   | 6:23     |  |
| 10.   | «MLK»                         | 2:31     |  |
| 42:38 |                               |          |  |

Notas En 1995, Mobile Fidelity Sound Lab remasterizó el álbum y lo lanzó como un CD especial de oro. Esta edición tiene tiempos de ejecución ligeramente diferentes, sobre todo una versión extendida 2:39 del instrumental "4 de julio". En 1985, la banda también lanzó el EP complementario Wide Awake in America, que ofrece presentaciones en vivo de "Bad" y "A Sort of Homecoming" junto con dos lados B (anteriormente no disponibles en Norteamérica).

## Video
Después del lanzamiento del álbum en 1984, U2 lanzó The Unforgettable Fire Collection, una compilación en VHS de los videos musicales del disco con un documental del making of de 30 minutos del álbum. El documental fue después incluido como material extra en el lanzamiento de video U2 Go Home: Live from Slane Castle.

### Lista de canciones
1. "The Unforgettable Fire" – dirigido por Meiert Ais
2. "Bad" – dirigido por Barry Devilin
3. "Pride (In the Name of Love)" – dirigido por Donald Cammell
4. "A Sort Of Homecoming" – dirigido por Barry Devlin
5. Documental The Making of the Unforgettable Fire – dirigido por Barry Devlin

## Personal
- Bono: Voces, guitarra.
- The Edge: Guitarra, teclados y voces.
- Adam Clayton: Bajo.
- Larry Mullen Junior: Batería.
- Brian Eno: Voces, instrumentos y tratamientos adicionales y producción.
- Daniel Lanois: Voces, instrumentos y tratamientos adicionales y producción.
- Noel Kelehan: Arreglos de sesión de cuerdas.
- Paul Barrett: "Fairlight".
- Christine Kerr: Coro (en "Pride (in the Name of Love"))

## The Unforgettable Fire Collection
En 1985, se lanzó The Unforgettable Fire Collection. La compilación VHS de 51 minutos contenía los videos musicales del álbum y un documental de 30 minutos de realización del álbum. James Morris es acreditado como productor. El documental se incluyó más tarde como una característica adicional en el lanzamiento del video en vivo de la banda, U2 Go Home: Live from Slane Castle, ya que el sitio de la película del concierto, Slane Castle, también fue representado en el documental.
1. "The Unforgettable Fire" – directed by Meiert Avis
2. "Bad" (Live Video) – directed by Barry Devlin
3. "Pride (In the Name of Love)" (Sepia Version) – directed by Donald Cammell
4. "A Sort of Homecoming" (Live Video) – directed by Barry Devlin
5. The Making of the Unforgettable Fire documentary – directed by Barry Devlin
6. "Pride (In the Name of Love)" (Slane Castle Version) - directed by Barry Devlin

## 25th anniversary edition
El 25 aniversario del disco estuvo marcado por el lanzamiento de una edición remasterizada el 27 de octubre de 2009 a través de Mercury Records. La remasterización del álbum fue dirigida por The Edge, quien también dirigió la remasterización de los lanzamientos anteriores de la banda. Se pusieron a disposición cuatro ediciones físicas del álbum, dos de las cuales contienen un CD extra y una con un DVD. El CD adicional presenta los lados B del álbum, pistas en vivo y dos canciones inéditas: "Disappearing Act" y "Yoshino Blossom". El DVD presenta el mismo material que la versión original de VHS.
- Las cuatro ediciones son las siguientes: Formato de CD: álbum remasterizado en CD
- Edición Deluxe: álbum remasterizado en CD, CD extra y folleto de 36 páginas
- Conjunto de caja de edición limitada: álbum remasterizado en CD, CD extra, DVD, libro de tapa dura de 56 páginas y cinco fotografías
- Formato de vinilo de 12 ": álbum remasterizado en un disco de gramófono y folleto de 16 páginas

## Nota
- La canción "Pride (In the Name of Love)" aparece mencionada en el álbum "The Unforgettable Fire" con el título de "Pride"

("Orgullo"). Es en el álbum "Rattle And Hum" donde el tema es acreditado como "Pride (in the Name of Love)", ("Orgullo (en 
el Nombre del Amor))".
- "Pride (In the Name of Love)", tuvo que ser grabada de nuevo, en los estudios Windmill de Dublín. Se suponía que en el estudio solo se iban a realizar trabajos de mezclas y grabaciones adicionales pero debido a la pobre calidad que presentó la versión de Pride que grabaron en Slane Castle, se tuvo que grabar de nuevo.
- La canción instrumental "4th of July", fue grabada mientras Adam realizaba pruebas con su bajo después de grabar "Bad". The Edge lo escuchó y se le unió para acompañarlo con su guitarra, sin embargo, no se dieron cuenta de que Brian Eno los estaba grabando en la habitación contigua. Debido a que la grabación de los dos instrumentos fue realizada al mismo tiempo y directamente en una cinta de sonido estéreo, no había manera de poderlos mezclar de nuevo y se incluyó en el álbum tal como fue ejecutada.
- Las palabras casi ininteligibles que Bono pronuncia en la canción "Elvis Presley and America", fueron tomadas por Brian Eno de una sesión experimental de "A Sort Of Homecoming". Daniel Lanois ralentizó la voz de Bono antes de incluirla en la canción.